# Kabinett Coolidge
Calvin Coolidge, der 1920 an der Seite von Warren G. Harding zum Vizepräsidenten der Vereinigten Staaten gewählt wurde, rückte nach Hardings Tod im Jahr 1923 ins Amt des US-Präsidenten auf. Im folgenden Jahr nutzte der Republikaner den wirtschaftlichen Boom in den USA, um mit deutlichem Abstand gegenüber dem demokratischen Kandidaten John W. Davis seine Wiederwahl zu sichern.

Mit Finanzminister Andrew W. Mellon, Postminister Harry S. New und Arbeitsminister James J. Davis verblieben drei Mitglieder, die bereits unter Präsident Harding gedient hatten, bis zum Ende von Coolidges Präsidentschaft 1929 im Kabinett. Seine Nachfolge trat sein langjähriger Handelsminister Herbert Hoover an, nachdem Coolidge bei der Wahl von 1928 auf eine erneute Kandidatur verzichtet hatte.

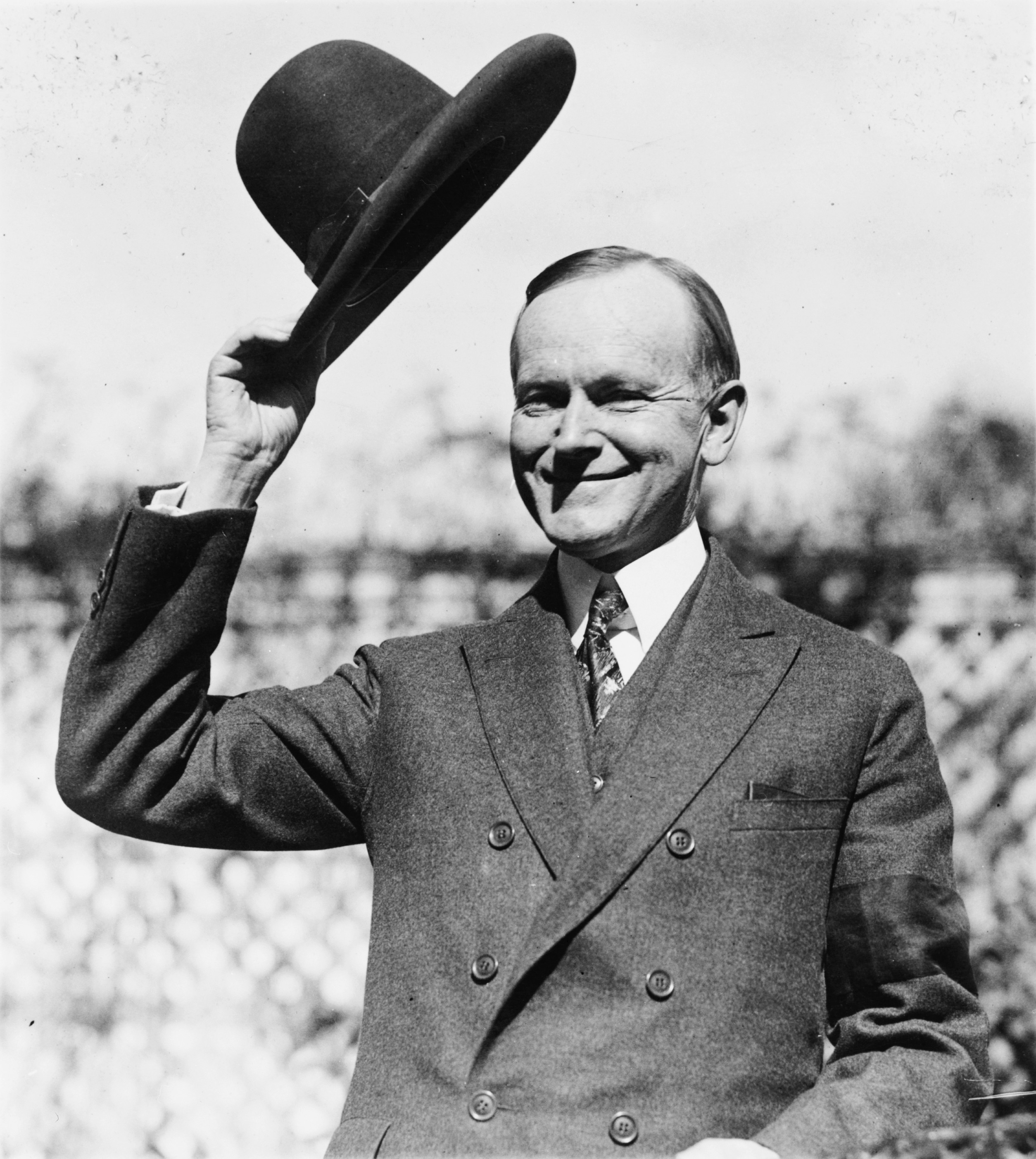
Calvin Coolidge, 30. Präsident der Vereinigten Staaten

## Mehrheit im Kongress
| Präsident                         | Präsident           | Kongress | Haus  | Haus    | Senat | Senat | Gesamt | Gesamt             |
| --------------------------------- | ------------------- | -------- | ----- | ------- | ----- | ----- | ------ | ------------------ |
|                                   | Calvin Coolidge (R) | 68.      |       | 225/435 |       | 53/96 |        | Unified government |
| 69.                               | Calvin Coolidge (R) | 247/435  | 54/96 |         |       |       |        | Unified government |
| 70.                               | Calvin Coolidge (R) | 238/435  | 48/96 |         |       |       |        | Unified government |
| Quelle: Repräsentantenhaus, Senat |                     |          |       |         |       |       |        |                    |

## Das Kabinett
| Ressort / Amt                                   | Amtsinhaber               | Partei | Partei           | Zeitraum  | Bild |
| ----------------------------------------------- | ------------------------- | ------ | ---------------- | --------- | ---- |
| Präsident der Vereinigten Staaten               | John Calvin Coolidge      |        | Republikaner (R) | 1923–1929 |      |
| Vizepräsident der Vereinigten Staaten           | vakant                    |        |                  | 1923–1925 |      |
| Vizepräsident der Vereinigten Staaten           | Charles Gates Dawes       |        | R                | 1925–1929 |      |
| Ministerämter                                   |                           |        |                  |           |      |
| Außenminister der Vereinigten Staaten           | Charles Evans Hughes      |        | R                | 1923–1925 |      |
| Außenminister der Vereinigten Staaten           | Frank Billings Kellogg    |        | R                | 1925–1929 |      |
| Finanzminister der Vereinigten Staaten          | Andrew William Mellon     |        | R                | 1923–1929 |      |
| Kriegsminister der Vereinigten Staaten          | John Wingate Weeks        |        | R                | 1923–1925 |      |
| Kriegsminister der Vereinigten Staaten          | Dwight Filley Davis       |        | R                | 1925–1929 |      |
| Marineminister der Vereinigten Staaten          | Edwin Denby               |        | R                | 1923–1924 |      |
| Marineminister der Vereinigten Staaten          | Curtis Dwight Wilbur      |        | R                | 1924–1929 |      |
| Justizminister der Vereinigten Staaten          | Harry Micajah Daugherty   |        | R                | 1923–1924 |      |
| Justizminister der Vereinigten Staaten          | Harlan Fiske Stone        |        | R                | 1924–1925 |      |
| Justizminister der Vereinigten Staaten          | John Garibaldi Sargent    |        | R                | 1925–1929 |      |
| Postminister der Vereinigten Staaten            | Harry Stewart New         |        | R                | 1923–1929 |      |
| Innenminister der Vereinigten Staaten           | Hubert Work               |        | R                | 1923–1928 |      |
| Innenminister der Vereinigten Staaten           | Roy Owen West             |        | R                | 1928–1929 |      |
| Landwirtschaftsminister der Vereinigten Staaten | Henry Cantwell Wallace    |        | R                | 1923–1924 |      |
| Landwirtschaftsminister der Vereinigten Staaten | Howard Mason Gore         |        | R                | 1924–1925 |      |
| Landwirtschaftsminister der Vereinigten Staaten | William Marion Jardine    |        | R                | 1925–1929 |      |
| Handelsminister der Vereinigten Staaten         | Herbert Clark Hoover      |        | R                | 1923–1928 |      |
| Handelsminister der Vereinigten Staaten         | William Fairfield Whiting |        | R                | 1928–1929 |      |
| Arbeitsminister der Vereinigten Staaten         | James John Davis          |        | R                | 1923–1929 |      |
| Andere Mitglieder im Kabinettsrang              |                           |        |                  |           |      |
| Direktor des Bureau of the Budget               | Herbert Mayhew Lord       |        | R                | 1923–1929 |      |

## Veränderungen
Calvin Coolidge übernahm alle Minister seines Vorgängers Harding auch in sein Kabinett. 1924 drängte der Präsident jedoch Justizminister Daugherty und Marineminister Denby aufgrund deren Verwicklungen in die Teapot-Dome-Skandal zum Rücktritt und ersetzte sie durch Harlan Fiske Stone und Curtis D. Wilbur. Stone trat bereits im Folgejahr zurück, um Richter am Obersten Gerichtshof zu werden. Sein Nachfolger wurde John G. Sargent. Der Landwirtschaftsminister Wallace verstarb 1924 im Alter von 58 Jahren und wurde durch seinen Stellvertreter Howard Mason Gore ersetzt. Gore legte sein Amt schon 1925 nieder, um Gouverneur von West Virginia zu werden. Sei. Nachfolger wurde William Marion Jardine. 1925 zog sich Außenminister Hughes ins Privatleben zurück und Kriegsminister Weeks musste aufgrund seines Gesundheitszustandes zurücktreten. Sie wurde durch den bisherigen Frank Billings Kellogg, bisher Botschaft in Großbritannien, und Dwight Filley Davis, bisher stellvertretender Kriegsminister, ersetzt. Mit der Präsidentschaftswahl 1925 konnte der vakante Posten des Vizepräsidenten mit Charles G. Dawes wieder besetzt werden. Der 25. Zusatzartikel, der im Falle einer Vakanz die Ernennung eines neuen Vizepräsidenten durch den Präsidenten mit der Zustimmung des Kongresses erlaubt hätte, wurde erst 1967 verabschiedet. 1928 zog sich Innenminister Work ins Privatleben zurück und Handelsminister Hoover legte sein Amt nieder, um sich auf seine Präsidentschaftskandidatur zu fokussieren. Sie wurden durch Roy Owen West und William F. Whiting ersetzt. Finanzminister Mellon, Postminister New und Arbeitsminister Davis blieben während Coolidges gesamter Amtszeit im Amt.